# DHL Aero Expreso
DHL Aero Expreso S. A. ist eine Frachtfluggesellschaft, die in Panama-Stadt, Panama ansässig ist. Ihre Heimatbasis befindet sich am Tocumen International Airport 24 km östlich von Panama-Stadt. Sie ist vollständig im Eigentum der Deutschen Post AG und bedient das Netz der Deutschen Post DHL in Mittel- und Südamerika.

## Geschichte
Die Gesellschaft wurde im Februar 1996 gegründet und nahm ihren Betrieb im August 1996 auf. Nach Erhalt der Lizenz begann am 7. November 1996 der Flugbetrieb. Die damaligen Eigentümer waren Felix Picardi (51 %) und DHL-Express (49 %). Im April 2020 hatte das Unternehmen 362 Angestellte.

## Flugziele
DHL Aero Expreso betreibt Frachtdienste zu den folgenden geplanten internationalen Zielen (Stand April 2020):
- Aruba
  - Oranjestad
- Barbados
  - Bridgetown
- Kolumbien
  - Bogota
- Costa Rica
  - San José
- Curaçao
  - Willemstad
- Ecuador
  - Quito
- Guatemala
  - Guatemala-Stadt
- Honduras
  - San Pedro Sula
- Peru
  - Lima
- Trinidad und Tobago
  - Port of Spain
- Vereinigte Staaten
  - Miami
- Venezuela
  - Caracas

## Flotte

### Aktuelle Flotte
Mit Stand Dezember 2024 besteht die Flotte der DHL Aero Expreso aus 10 Flugzeugen mit einem Durchschnittsalter von 19,1 Jahren:
| Flugzeugtyp       | Anzahl | bestellt | Anmerkungen | Durchschnittsalter |
| ----------------- | ------ | -------- | ----------- | ------------------ |
| Boeing 757-200PCF | 4      |          |             | 25,8 Jahre         |
| Boeing 767-300BCF | 6      |          |             | 14,6 Jahre         |
| Gesamt            | 10     | –        |             | 19,1 Jahre         |

### Ehemalige Flugzeugtypen
In der Vergangenheit setzte DHL Aero Expreso bereits folgende Flugzeugtypen ein:
- Boeing 737-400SF

## Zwischenfälle
- Das 22 Jahre alte Boeing 757-200PCF mit dem Kennzeichen HP-2010DAE geriet am 7. April 2022 (Flugnummer D0 7216), auf dem Flughafen Juan Santamaría International Airport in San José, Costa Rica aus noch ungeklärten Gründen über die Landebahn hinaus und zerbrach in zwei Teile. Die Maschine sollte nach Guatemala-Stadt fliegen, landete nach mehreren Schleifen aber wieder in San José. Die Piloten berichteten Hydraulikprobleme.[6]